# Euphorbia analavelonensis
Euphorbia analavelonensis es una especie fanerógama perteneciente a la familia Euphorbiaceae. Es originaria de   Madagascar.

## Taxonomía
Euphorbia analavelonensis fue descrita por Rauh & Mangelsdorff y publicado en Succulentes (France) 23(1): 3, 6, f. 1–7. 2000.
Etimología
Euphorbia: nombre genérico que deriva del médico griego del rey Juba II de Mauritania (52 a 50 a. C. - 23), Euphorbus, en su honor – o en alusión a su gran vientre –  ya que usaba médicamente Euphorbia resinifera. En 1753 Carlos Linneo asignó el nombre a todo el género.
analavelonensis: epíteto geográfico que alude a su localización en el bosque de Analavelona en Madagascar.